# Sitobion africanum
Sitobion africanum är en insektsart. Sitobion africanum ingår i släktet Sitobion och familjen långrörsbladlöss. Inga underarter finns listade i Catalogue of Life.